# Duché de la Mirandole
1310–1711
Entités précédentes :
- Saint-Empire romain germanique

Entités suivantes :
- Duché de Modène et Reggio (1710)

Le duché de la Mirandole (d'abord seigneurie, puis comté, puis principauté et enfin duché) est un petit état italien, fief impérial immédiat d'Italie du Nord, qui a existé entre 1310 et 1711 avec pour capitale Mirandola (en français, La Mirandole). Il avait pour souverains la famille Pico (Pic, en dialecte mirandolais), dont le représentant le plus célèbre est l'humaniste italien Jean Pic de la Mirandole. En 1711, à la suite de l'exil de son dernier souverain le duc François-Marie, le duché fut racheté  par le duc de Modène et Reggio.

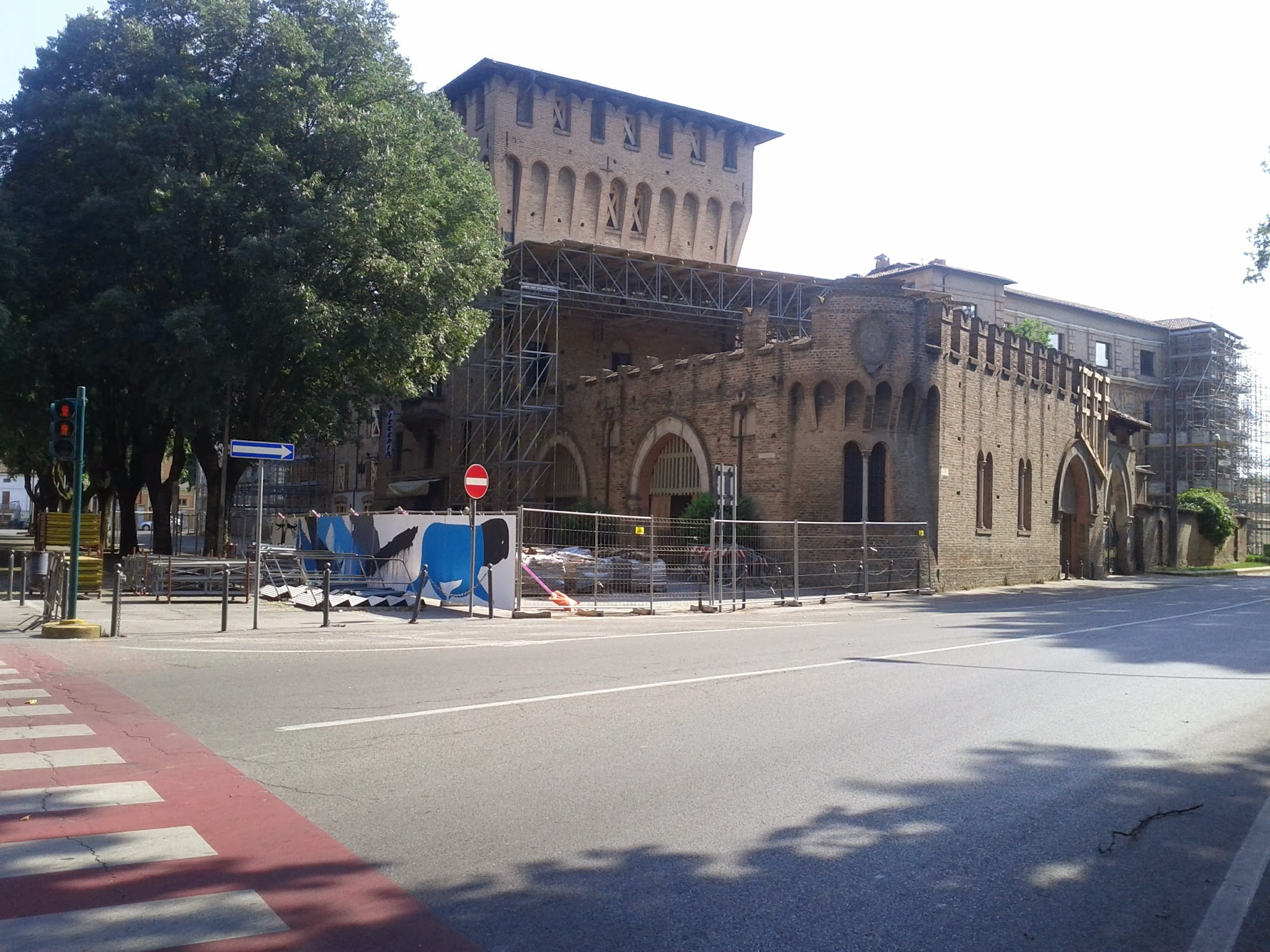
Le château de La Mirandole

Le premier seigneur de la Mirandole connu est Francesco Pico, qui reçoit en 1311 de l'empereur Henri VII de Luxembourg l'investiture d'un territoire situé entre Modène et Ferrare. Ce territoire fut le premier noyau de la seigneurie de La Mirandole, dont la petite capitale fut rapidement fortifiée et dotée d'un important château par ses seigneurs.
En 1354 Charles IV de Luxembourg conféra le rang de Fief impérial à la seigneurie.
En 1386, Francesco II réunit les normes juridiques existantes dans la seigneurie en un Statut, donnant au micro-état une autonomie législative plus solide.
C'est dans la seconde partie du XVe siècle que fut fondé le bourg de Concordia, à la frontière avec le marquisat de Mantoue.

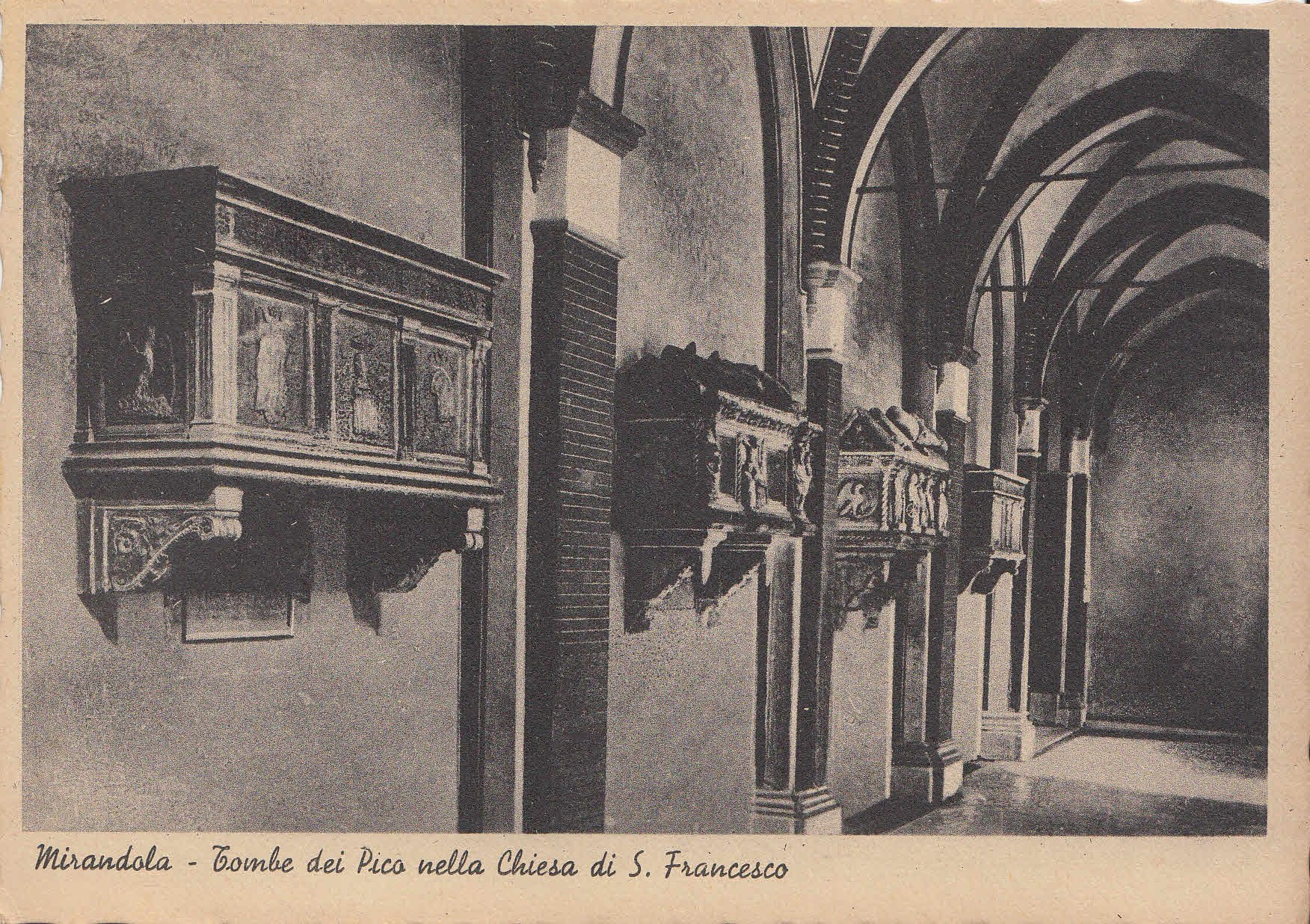
Les tombes des seigneurs de La Mirandole

Durant le XVe siècle, le prestige de la famille régnante favorisa l'expansion de La Mirandole et la construction d'édifices et d'églises, complétant celle de Saint François, lieu de sépulture des Pico, abritant les tombeaux de Galeotto I, Spinetta, Prendiparte, Gian Francesco I et son épouse Giulia Boiardo).
Au XVIe siècle, l'empereur accorda aux Pico le titre de comtes de Concordia, ce qui accrut leur autorité. À cette période, la famille se divisa entre ses différents membres. La ville, alliée au roi de France Louis XII, fut assiégée en 1510 et prise par les troupes du pape Jules II. Elle fut dotée par la suite d'un important système de fortifications en étoile. En 1515, l'empereur Maximilien Ier accorda à Jean-François II le droit de battre monnaie, qui fut exercé par ses descendants jusqu'en 1691.
En 1597, Maximilien II éleva Frédéric Pico au rang de Prince de La Mirandole et marquis de Concordia. En 1619, l'empereur Matthias érigea pour Alexandre Ier, frère de Frédéric Pic, la Mirandole en duché. Cela le plaçait au sommet de la hiérarchie impériale.
À la mort d'Alexandre II en 1691, son petit-fils François-Marie lui succéda, âgé de trois ans. La régence fut exercée par sa grand-tante Brigitte, personnage autoritaire et velléitaire, qui poussa son neveu à s'allier aux Français dans la guerre de succession d'Espagne. Le jeune duc, accusé de trahison pour avoir livré la cité aux Français, fut déposé en 1708 et contraint de s'exiler en Espagne, où il mourut sans héritiers en 1747. Le duché fut alors vendu, le 15 juillet 1710, au duc de Modène Rinaldo d'Este.
Une branche de la famille subsiste encore en Italie. Une autre branche, issue d'un fils de Francesco Pico, premier comte de Concordia, établi à Blaye (France) à la fin de la guerre de Cent Ans, s'est perpétuée sous le nom de Pic de Blays.